# 650-ті
Раннє Середньовіччя. Триває чума Юстиніана. У Східній Римській імперії правив василевс Констант II. Арабським халіфам належать Аравійський півострів, Сирія, Вірменія, Персія, Єгипет, частина Північної Африки. Невелика частина Італії належить Візантії, на решті лежить Лангобардське королівство. Франкським королівством правлять королі з династії Меровінгів. Іберію  займає Вестготське королівство.  В Англії триває період гептархії. Авари та слов'яни утвердилися на Балканах. Центр Аварського каганату лежить у Паннонії. Перша слов'янська держава Само розпалася, виникло князівство Карантанія.
У Китаї триває правління династії Тан. Індія роздроблена. В Японії триває період Ямато.   Імперія Сассанідів припинила існування. Утворився Хазарський каганат, що підкорив собі Велику Булгарію.
На території лісостепової України в VII столітті виділяють пеньківську й празьку археологічні культури. У VII столітті тривало швидке розселення слов'ян. У Північному Причорномор'ї співіснують різні кочові племена, зокрема булгари, хозари, алани, авари, тюрки.

## Події
- Почалася перша громадянська війна між арабами-мусульманами. На титул халіфа претендують Алі ібн Абу Таліб та Муавія.
- 651 року зі смертю останнього із Сассанідів, перська держава припинила існування, завойована арабами.
- 658 року помер Само, князь першої слов'янської держави, що призвело до розпаду створеного ним союзу племен. Сформувалася інша слов'янська держава — князівство Карантанія.
- Візантійський василевс Констант II ув'язнив і заслав Папу Римського Мартина I за протистояння монофелітським поглядам.
- Завершена компіляція Корану.
- Буддизм поширився до Тибету;
- 655 — кінець понтифікату Папи Мартина I;
- 654—657 — понтифікат Папи Євгенія I;
- 657 — початок понтифікату Папи Віталія;